# Heiligenhäuschen (Kleinwenkheim; Bauholzweg)

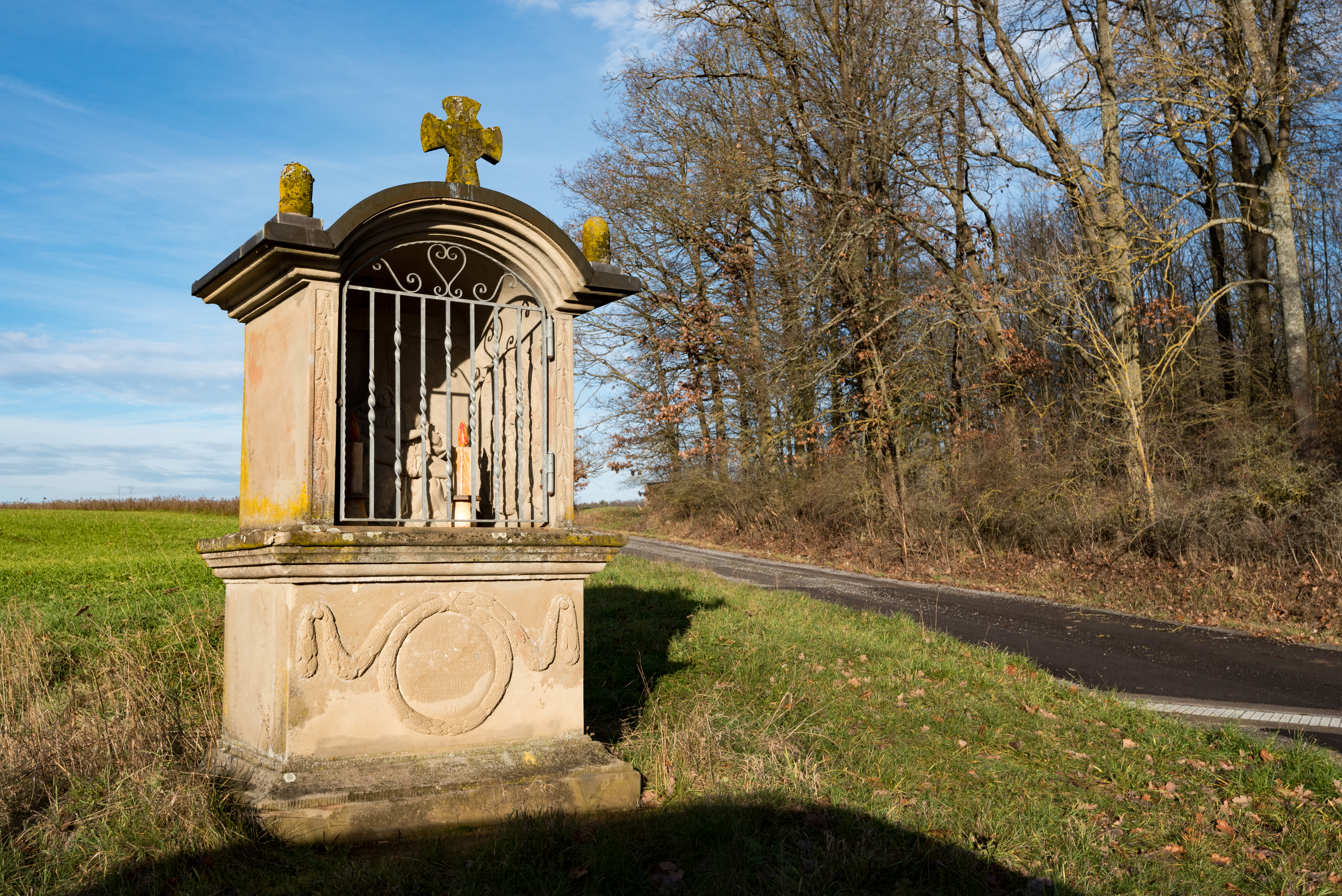
Heiligenhäuschen in Kleinwenkheim, Bauholzweg

Das Heiligenhäuschen Bauholzweg befindet sich in Kleinwenkheim, einem Gemeindeteil der Stadt Münnerstadt im unterfränkischen Landkreis Bad Kissingen am Bauholzweg an der Straße nach Fridritt. Es gehört zu den Münnerstädter Baudenkmälern und ist unter der Nummer D-6-72-135-183 in der Bayerischen Denkmalliste registriert.

## Beschreibung
Das 200 cm hohe Heiligenhäuschen besteht aus Sandstein und entstand im Jahr 1830.
Der Unterbau des Heiligenhäuschens ist 58 cm hoch. Der 134 cm breite Sockel trägt einen 106 cm hohen Sockel, die mit einer Lattenzauntür verschlossen ist.
Das Dach trägt links und rechts Pinienzapfen und in der Mitte ein Bekrönungskreuz.
Die Rückwand und die Seitenwänder der Nische beherbergen bemalte Reliefs aus Sandstein.
An der Rückwand befindet sich eine Pietà vor einem Kreuz mit Tuch.
Die linke Seitenwand zeigt die hl. Maria und die hl. Katharina. Darunter befindet sich die Inschrift

„S. Catharina Virgo

Christo Desponsata“

An der rechten Seitenwand befindet sich der hl. Josef mit Lilie; darunter steht „S. Joseph“.
An der mit Girlanden verzierten Vorderseite des Sockels befindet sich folgende Inschrift:

„Diese Kapelle hat setzen lassen

Zur große Lieb und Gottes Ehr

Und zur heilsamen Menschen Lehr

Catharina Stapf in Kleinwenkheim

anno 1830“